# Парламент Экваториальной Гвинеи
Парламент Республики Экваториальная Гвинея (исп. El Parlamento De La República De Guinea Ecuatorial) — высший законодательный орган (парламент) Республики Экваториальная Гвинея. Парламент является двухпалатным, и состоит из Палаты депутатов и Сената. В палате депутатов заседают 100 депутатов, в верхней палате — 74 сенатора. Обе палаты избираются по пропорциональной системе. Последние выборы состоялись 20 ноября 2022 года.